# 1,2-ジフェニルヒドラジン
1,2-ジフェニルヒドラジン（英: 1,2-Diphenylhydrazine）は、化学式C12H12N2で表される有機窒素化合物の一種。ベンジジンの構造異性体である。

## 合成
ニトロベンゼンを塩化スズ(II)と水酸化ナトリウム、またはナトリウムアマルガムと反応させて得たアゾベンゼンを亜鉛で還元する方法、または亜鉛と水酸化ナトリウムでニトロベンゼンを還元する方法で調製できる。
もう一つは、ニトロソベンゼンとフェニルヒドロキシルアミンを縮合させて得たアゾキシベンゼンを還元させる方法がある。

## 性質
樟脳臭のある可燃性固体で、加熱すると一酸化炭素、二酸化炭素、窒素酸化物を伴ってアニリンとアゾベンゼンに分解する。空気に接触すると酸化され、アゾベンゼンの赤色結晶を生じる。強酸との接触ではベンジジン転位反応により、ベンジジンとなる。

## 安全性
日本の消防法では、危険物第5類（自己反応性物質）に分類される。EPA発癌性評価では、B2（動物実験での十分な証拠があるが、疫学的研究からヒトの発癌性について不十分な証拠しかないか、または証拠がない物質）と評価されている。水棲生物に対しては強い毒性を持つ。

## 用途
フェニルブタゾンやスルフィンピラゾンなどの医薬品の製造中間体となる。